# となりの怪物くん
『となりの怪物くん』（となりのかいぶつくん）は、ろびこによる日本の漫画作品。『デザート』（講談社）2008年10月号から2013年8月号まで本編が、2013年10月号から2014年1月号まで番外編が連載された。略称は「とな怪」。
2022年4月時点で単行本の累計発行部数は710万部を突破している。第34回（平成22年度）講談社漫画賞少女部門にノミネートされた。
漫画家の森野萌と倉地よねが『デザート』でデビューしたのは、本作がきっかけである。

## あらすじ
主人公・水谷雫は、幼少期から学年トップの成績を取ることしか興味が無く、生き物に対しての慈しみも乏しい。小学生時、クラスで飼っていたウサギが死に、皆が悲しむ中でも、元々動物が苦手だったこともあり、宿題を優先する発言をし、周囲から「ドライアイス」とあだ名をつけられる勉強の虫だった。
高校へ入学して間もなく、担任から隣席との理由で依頼されてプリントを届けたことがきっかけで、入学式当日に流血事件を起こし、停学処分解除後も不登校を続ける問題生徒・吉田春（通称「ハル」）と知り合う。
本当の友達がいないハルの思い込みや勘違いも手伝い、非常に気に入られ、迷惑しながらも雫はハルの世話を焼くようになる。やがてハルは登校を始めて2人の感情に友情が芽生え、次第に恋愛に近いものに変化していく。
実は頭脳明晰だが、暴力的で奇行が目立つために友人を求めながらも孤立してきたハルと、成績こそ全てと優秀な自分を維持するために他人との関わりを排除してきた雫、不器用な2人が出会ったことにより、取り巻く人間関係もそれまでとは大きく変わっていく。

## 登場人物
※声の項はドラマCD版 / テレビアニメ版 / ムービーコミック版の順。1人だけの場合はテレビアニメ版でのキャスト。演の項は、実写映画版のもの

### 主要人物
水谷 雫（みずたに しずく）
声 - 伊瀬茉莉也 / 戸松遥 / 戸松遥
演 - 土屋太鳳
本作品の主人公。冷静かつ淡白な性格の少女。髪型はいつも二つ結び。2月14日生まれ。B型。身長は158センチメートル。松楊高校在籍。1年B組→2年B組。家族構成は、父、母、弟。ブラコン。第一回人気キャラ投票では、総合1位。
夢は「年収一千万」で母と同じ弁護士になりたいと思っており、目下の興味の対象が微分積分であるなど勉強にしか興味が無かった。学校の成績はハルに次いで学年次席。友達は不要だと思っており、加えて動物が苦手なために冷血人間と言われるものの、実は家族思いでかわいらしい格好が好きだったり意外と家庭的な女の子。節約家で服もスーパーで買っているため、普段の服装は地味でオシャレにも興味が無いが、本人は自分なりに可愛いと思ったものを着ている。出稼ぎ（単身赴任）で家にいない母親の代わりに家事全般をこなしており、料理上手である。家族を何よりも愛しており、弟の隆也を溺愛している。父親（声：子安武人）曰く、雫は母親に顔と声がそっくり。好きな色はピンクや黄色などの淡い色。運動神経は皆無。
不登校だったハルにプリントを届けたことで彼に気に入られ、懐かれる。最初は彼を鬱陶しく思っていたが、次第にその純粋さに惹かれてハルヘ恋心を抱く。また、ハル以外にもあさ子やササヤン、ヤマケンなどとも親しく付き合っていくようになり、人を思いやるようにもなっていく。一旦は勉強との両立を考えて恋心を封印したが、ハルのまっすぐさに触れて再び想いを募らせ、付き合うこととなった。ハルからの強過ぎる好意には辟易することも多々だが、自分を変えてくれた彼に対してお礼がしたいとも考えている。しかし、自分が欲しいものを持っていながらも、それを必要としないハルに多少なりとも嫉妬している部分がある。
「となりの極道くん」ではおシズ役。
吉田 春（よしだ はる）
声 - 鈴村健一 / 鈴木達央、村瀬歩（幼少時代） / 鈴木達央
演 - 菅田将暉
雫のとなりの席の超問題児。通称「ハル」。4月2日生まれ。O型。身長は178センチメートル。1年B組→2年A組。家族構成は父、継母、兄。現在は従兄のみっちゃんが保護者となっている。第一回人気キャラ投票では、総合4位（好きな男キャラでは1位）。
イケメンで天才でケンカが強いの三拍子にもかかわらず、非常識な変人で人間関係が極度に苦手。だが本心では友達が欲しくてたまらないらしく、他人と関わろうとすることもあるがよく失敗している。実は頭が非常に良く、雫を抜いて学年トップの成績。一人遊びが得意で、手先は非常に器用。元は名門の海明学院の生徒だったが、問題を起こしてササヤンと同じ中学へ転入。しかし、その中学校でも問題を起こし、不登校のまま卒業、しまいには高校でも喧嘩沙汰を起こし、登校一日目で停学。そんなこともあり、校内中から「怖い」というイメージをもたれていたが、雫のアドバイスにより払拭。それ以来もともと顔が良くハンサムなこともあり、女子から目の保養としてモテている。天才であるため、父親や周りの人間から期待されることも多いが、本人はそれを疎ましく思っている。そのためか、雫や叔母の京子さんや男鹿先生など、自分に過度な感情を向けないような静かで穏やかな物腰の人に懐いている。兄の優山とは昔は仲が良かったものの、現在は非常に仲が悪い。動物好きでニワトリの名古屋（声 - 小野友樹）を校内で飼っている。天然パーマを気にしており、過去にストレートパーマをかけたこともあった。
雫と触れ合ったときに「温もり」を感じ彼女に懐く。その後彼女への恋愛感情を自覚し積極的にアピールしているが、いかんせんろくに人と関わったことが無いので空回りすることが非常に多い。また、雫には強い独占欲も抱いており、彼女に興味を示すヤマケンを強く敵視している。以前は雫に好意をぶつけるばかりだったが、ササヤンや優山の言葉がきっかけで彼女を安心させたいと思うようになる。すれ違いがあったものの、雫と無事に付き合うこととなった。
「となりの極道くん」では春之介役。
夏目 あさ子（なつめ あさこ）
声 - 巽悠衣子 / 種﨑敦美 / 種﨑敦美
演 - 池田エライザ
雫たちのクラスメイトで彼女たちの友人。口調はくだけた敬語。7月2日生まれ。O型。身長は157センチメートル。1年B組→2年B組。家族構成は母のみ。第一回人気キャラ投票では、総合2位（友達になりたい女キャラで1位）。
かなりの美少女で、月に3度は告白されるほど男子からの人気が高いが、それによるトラウマを抱えている（下記）ため、男子を毛嫌いしている。そのため素直で明るくアップダウンの激しい性格だが、男子には冷たく彼女のことをよく知らない人物からはクールとも言われている。成績は悪く、赤点と補習の常習者。高校には一発芸（AO入試）で入ったらしい。
中学時代に女友達の好きな人にことごとく告白されて孤立した経験があり、それが原因でネットの世界に逃げ込み男子が苦手になった。コミュニティーサイトのオフ会に行くため、追試に受からなければならず雫たちに勉強を教えてもらい仲良くなる。その後退会し、現在は「ゴルベーザあさこ」のハンドルでブログをやっている。かなりのファザコンで裕福に育ったらしいが、父の所在は未だ明らかにされていない。可愛いものが大好きでオシャレも好きだが、中学時代は一時期周りの目を気にしてオシャレすることを止めたりなどして、変な方向に振り切れていた。高校デビューするべく中学の同級生がいない松楊高校を受けたため、家は一番遠い。学校にはスクールバックを使っており、パソコンやおもちゃが入っている。あくまでおしゃれは可愛い自分を保つためである。好きな色は青。 雫が大好きで大親友として「ミッティ」と呼んでいる。彼女とハルの恋を応援していて、ゆえにヤマケンが嫌いで敵視している。
大人で優しいみっちゃんに片思いをしており、初めての恋に燃えて猛烈にアピールしていたもののフラれた。その経験により、今まではすっぱり切っていた告白も断ることに罪悪感を持つことになる。 またササヤンからの告白を受けるが、微妙な距離を取ってしまう。
「となりの極道くん」ではお夏役。
佐々原 宗平（ささはら そうへい）
声 - 岡本信彦 / 逢坂良太 / 逢坂良太
演 - 佐野岳
雫たちのクラスメイトで野球部部員。通称「ササヤン」。10月16日生まれ。A型。身長は164センチメートル。1年B組→2年B組。家族構成は、祖母、父、母、兄が3人。第一回人気キャラ投票では、総合3位（友達になりたい男キャラ1位）。
変人ぞろいの作中では貴重な常識人で、誰とでも仲良くなれる明るく爽やかな親しみやすい人柄のため、友達も多く顔も広い。そこをハルとあさ子には妬まれている。シズクたちの中で唯一空気が読めて自分の意見も言えるため、一見大人に見えるが、みっちゃんに対抗意識を燃やしたり、あさ子に近づく安藤を警戒したりと、負けず嫌いの男の子らしい男の子。
密かに人間関係に鋭いところがあり、あさ子のみっちゃんへの恋心やハルが雫に過剰にこだわりすぎていることを看破した。彼の言葉がハルを成長させたこともある。中学はハルと同校（会ったことはなかった）。成績は良くないようだが何だかんだで難（赤点や補習）を逃れるタイプ。修平（24）恭平（22）翔平（19）という3人の兄を持つ4人兄弟の末っ子で、野球部や他の友達といる時はやんちゃな面が目立っているらしい。父の影響で野球好きであり、小学校からずっと野球をしている。部活のポジションはショート。
ハルには借りがあるらしく、彼が学校で上手くやっていくことを望んでいる。彼と下柳が気が合うと踏んでハルに自分の男友達を紹介した。シズクとハルの関係を見守っており、ハルへの助言などもたびたび行っている。
あさ子と普通に話せる数少ない男子で、性格の違いからケンカしたこともあるが仲は良い。あさ子のみっちゃんへの恋を本人よりも先に気づき、応援すると言ったものの、そんなあさ子の真っ直ぐさに惹かれていく。あさ子に告白したものの彼女の男嫌いを気遣って、普段通りに接しているが諦めてはいない様子。
「となりの極道くん」では佐々次郎役。

### 友人・周囲の人々
山口 賢二（やまぐち けんじ）
声 - 浪川大輔 / 寺島拓篤、喜多村英梨（幼少時代） / 阿部大樹
演 - 山田裕貴
海明学院の生徒でハルのライバル（主に雫関係）。通称「ヤマケン」。5月9日生まれ。A型。身長は177センチメートル。家族関係は祖父、祖母、父、母、妹。好きなタイプは連れて歩ける女。迷子系男子。
山口総合病院の息子で金持ちであり、見た目もよく成績優秀なエリート学生。極度の自信家で非常にプライドが高いが、一人で出歩くと迷子になってしまうほどの方向音痴でもある。幼等部から初等部までハルと同校で、そのころはハルをいじめていた。その際にハルをかばった学生時代の優山にトラウマレベルの報復を受けたらしく、優山がすごく苦手。嫌いな食べ物はニンジンと白菜。
ハルをたかっていたのを雫に注意されたことがきっかけで彼女と知り合う。雫とは同じ予備校で冬期講習は（ハルへの対抗心もあって）同じ講習に参加した。最初こそ「ガリ勉」「地味」だとまるで女性として見ていなかったが、文化祭や冬期講習で彼女に惹かれてゆく。雫が「ハルを好きな女」だと知りつつも何とかアピールしようとしているが、プライドが邪魔して素直に自分の気持ちを本人に表せていなかったものの、高2のとき雫に告白するが玉砕。1歳年下の妹がいる。口調は厳しいが妹思い。
第1巻から3バカと一緒に登場しているが、主要人物として昇格したのは“当て馬”要員になった第3巻から。第4巻ではヤマケンのターンといっていいほど見せ場がある。人気投票では、第1位を獲得した。
「となりの極道くん」ではケンジ役。
大島 千づる（おおしま ちづる）
声 - 早見沙織 / 花澤香菜
演 - 浜辺美波
雫達の隣のクラスの委員長。数少ない常識人。1月19日生まれ。A型。身長は165センチメートル。1年A組→2年A組。家族構成は、父、母、姉。
背が高く顔も可愛いため男子に人気があるが、真面目で控えめな性格。入学直前に風邪をこじらせ入院しており、1週間後登校してきた時にはすでに教室内の人間関係が出来上がっていたため、友達がいなかった。雫に対して全く男らしくないハルに「それでもキンタマついてんのか」と叱咤した。家は呉服屋で、これは父の口癖だった。以来父を少し恨んでいる。口の悪い父と姉を見ながら絶対にこうはなりたくないと思いつつも、真面目な自分が面白味の無い人間に思えて悩んだりもしている。背が高いことを気にしており、あまり可愛い服を着たがらない。ハルのことが好きだがハルと雫が好き合っていることにも当然気付いており、自分の気持ちをひた隠しにしていたが、バレンタインにチョコを渡し、その後告白。玉砕したが、改めて友達になった。
「となりの極道くん」では千づる姫役。
宮間 有（みやま ゆう）
声 - 阿澄佳奈 / 矢作紗友里
音羽女学院高校の生徒（可愛い子が多いことで有名なお嬢様学校）。12月10日生まれ。O型。身長は146センチメートル。家族構成は、父、母、弟、妹。
千づるの中学時代の同級生で、現在も彼女と仲がよい。容姿は小柄でちびっこ。ときどき核心を突く発言をして周囲をヒヤヒヤさせる。また、人をじーっと見る癖があり、相手を驚かせることがある（被害者はハル、ヤマケン）。遠距離恋愛中の沖縄に住んでいる時田くんという彼氏がいる。彼氏との話になると毎回小さな恋のドラマがある。 家は有名なベーカリー。
「となりの極道くん」ではおユウ役。
吉田 優山（よしだ ゆうざん）
声 - 梶裕貴 / 中村悠一、沢城みゆき（幼少時代）
演 - 古川雄輝、城桧吏（幼少時代）
ハルの兄。大学生。19歳。11月5日生まれ。A型。身長は176センチメートル。
両親の元に戻りたい、認められたいという一心で努力したが、戻った時の父の無関心と、実はハルが優秀だったため戻された事実を知り、ハルを疎んじるようになる。現在ハルとは非常に仲が悪いが、昔は弟思いの優しい兄であり仲も良かった。甘党でいつも大量の菓子を食べている。誰に対してもそつなく余裕のある態度を見せるが、女性についての知識が中学男子並みで、女性と話すだけで顔が赤くなる。伊代に惚れられている。
「となりの極道くん」では優山役。
三沢 満善（みさわ みつよし）
声 - 小野大輔 / 樋口智透 / 横山遵
演 - 速水もこみち
バッティングセンターの店長で愛称は「みっちゃん」。25歳。6月18日生まれ。A型。身長は185センチメートル。
ハルのいとこで、母が生前面倒を見ていた彼を居候させている（実質、保護者）。自分への女性の気持ちに対して鈍くあさ子の気持ちに全く気付いていなかったものの、ハルやシズクを見守っていたり、ササヤンのあさ子への恋に唯一気づいていたり、周りへの面倒見は非常にいい。10代のころは相当やんちゃで早くから一人暮らししていた。現在は優山に借金中で、その返済が済むまでは特定の恋人は作らないと決めている。サングラスの下はハルと優山の父にそっくりなため外すことができない。優山や安藤とも仲が良い。
「となりの極道くん」ではみっちゃん役。
安藤（あんどう）
声 - 加藤将之（OAD）
吉田家の運転手。25歳。7月29日生まれ。AB型。身長は178センチメートル。
吉田家の私設第3秘書だが、やっていることはほとんど優山の運転手。みっちゃんとは昔からの知り合いで、そのつてで今の職にありついたらしい。腹黒そうな雰囲気のある男性。喫煙者。ギャルゲーをしたりあさ子に声をかけたり、女子高生好き。
「となりの極道くん」では安藤役。
吉田 泰造（よしだ たいぞう）
演 - 佐野史郎
優山とハルの実の父親。53歳。A型。身長176センチメートル。
大物政治家。みちるさんという後妻がいる。
二宮 冴子（にのみや さえこ）
声 - 小堀友里絵 / ささきのぞみ / 笹本菜津枝
雫とハルの担任の先生。通称サエコ先生。25歳。A型。身長は162センチメートル。
2人が仲良くなるきっかけを作った。愛読書は恋愛本らしい。出番は巻を追うごとになくなっている。
三沢 京子（みさわ きょうこ）
声 - 折笠愛
みっちゃんの母親でハルの叔母。享年49。A型。身長は170センチメートル。
生前は動物に関する研究をしていた。実家を追い出された幼少期のハルを肯定的に受け止め、ハルの人格や価値観に指針を与えた。駆け落ちして実家から勘当された過去がある。
水谷 隆也（みずたに たかや）
声 - 村瀬歩
雫の弟。11歳。ふたご座。A型。身長は138センチメートル。お姉ちゃん思いな雫にそっくりな男の子。きれいなお姉さんが好き。学校ではサッカーをやっている。
綾小路 昌弘（あやのこうじ まさひろ）
声 - 松岡禎丞 / 阿部敦 / 佐々木翔平
海明学院の生徒だが不良。3バカの1人。通称「マーボ」。8月22日生まれ。B型。身長は164センチメートル。
チビで八重歯。一番短気で喧嘩っ早い。有名グループ企業の御曹司。
「となりの極道くん」ではマーボ役。
富岡 竜二（とみおか りゅうじ）
声 - 赤羽根健治 / 小野友樹 / 石津薪之介
海明学院の生徒だが不良。3バカの1人。通称「トミオ」。12月6日生まれ。A型。身長は178センチメートル。
ツンツン頭。実は友情に熱い。比較的大人。
「となりの極道くん」ではトミオ役。
城島 壱成（じょうじま いっせい）
声 - 宮坂俊蔵
海明学院の生徒だが不良。3バカの1人。通称「ジョージ」。9月12日生まれ。O型。身長は174センチメートル。
サングラスをかけている。携帯ゲーム（イルーナ）ばかりやっている。何かと器用。
山口 伊代（やまぐち いよ）
松楊高校の生徒でヤマケンの妹。9月21日生まれ。A型。身長は169センチメートル。1年C組。
自信過剰で自分大好き、元中二病患者。生意気だが基本的に目上には従う。あさ子を尊敬している。兄を心から恐れている。前世の名前（設定）は魅朱蘭。
優山とハルの母
実母。41歳。O型。身長は162センチメートル。
現在は離婚。相当わがままな女性だったらしい。見た目は優山をそのまま女にした感じ。名前は不明。

## 書誌情報

### 単行本
- ろびこ 『となりの怪物くん』 講談社〈KCデザート〉、全13巻[5]
  1. 2009年1月13日発売、ISBN 978-4-06-365540-7
  2. 2009年6月12日発売、ISBN 978-4-06-365555-1
  3. 2009年10月13日発売、ISBN 978-4-06-365575-9
  4. 2010年2月12日発売、ISBN 978-4-06-365590-2
  5. 2010年7月13日発売、ISBN 978-4-06-365613-8
  6. 2010年12月13日発売、ISBN 978-4-06-365632-9
  7. 2011年5月13日発売、ISBN 978-4-06-365650-3
    - 「ドラマCD付き特装版」同日発売、ISBN 978-4-06-358349-6

  8. 2011年10月13日発売、ISBN 978-4-06-365668-8
  9. 2012年3月13日発売、ISBN 978-4-06-365685-5
    - 「ドラマCD付き特装版」同日発売、ISBN 978-4-06-358383-0

  10. 2012年8月10日発売、ISBN 978-4-06-365701-2
  11. 2013年1月11日発売、ISBN 978-4-06-365717-3
  12. 2013年8月12日発売、ISBN 978-4-06-365739-5
    - 「DVD付き限定版」同日発売、ISBN 978-4-06-358451-6

  13. 2014年1月10日発売、ISBN 978-4-06-365755-5

### 関連書籍
- 『となりの怪物くん FAN BOOK』講談社〈KCデザート〉、2012年11月21日発売、ISBN 978-4-06-365714-2
- 『となりの怪物くん ろびこイラストレーション』講談社、2014年4月25日発売、ISBN 978-4-06-364950-5
- 『小説 映画 となりの怪物くん』講談社<講談社KK文庫>、著：松田朱夏、2018年4月12日発売、ISBN 978-4-06-199670-0
- 『小説 映画 となりの怪物くん』講談社<講談社文庫>、著：有沢ゆう希、2018年4月13日発売、ISBN 978-4-06-293895-2

## ドラマCD
2011年5月13日発売の単行本7巻特装版に付属。CDはDVD用のトールケースに収納されており、ジャケットは全て描き下ろし。
収録時間68分。原作第1話とオリジナルドラマ4本の構成になっている。歌あり（ハル&あさ子・雫の他、エンディングではみっちゃんが歌を披露している）。
1. オープニング
2. となりの吉田くん
3. となりの吉田くん オマケ
4. 第1回もしも友だち100人できたらどうするか会議
5. 第1回もしも友だち100人できたらどうするか会議 オマケ
6. 春の落しもの
7. 春の落しもの オマケ
8. 犬と迷子と日曜日
9. 犬と迷子と日曜日 オマケ
10. 遊園地にいこう!!
11. 遊園地にいこう!! オマケ
12. エンディング

### 特装版の特典
- 特製BOX 単行本7巻とドラマCDが収納されている。
- ポストカード 2枚（過去のカラー扉絵）
- スペシャルメッセージカード（表：ろびこ先生のメッセージ 裏：担当しげーる氏のアフレコ日記）
- 描き下ろしライナーノーツ ドラマCDのトラック一覧

## テレビアニメ
2012年10月から12月まで、テレビ東京ほかにて放送された。同局放送のアニプレックス製作新作深夜アニメは本作品を最後に一旦撤退している（2016年に『D.Gray-man HALLOW』にて復活）。
2013年8月12日発売コミックス第12巻特装版でおまけ漫画『となりの極道くん』をアニメ化。

### スタッフ
- 原作 - ろびこ（講談社 月刊「デザート」連載）
- 監督・アフレコ演出 - 鏑木ひろ
- 副監督 - 長沼範裕
- シリーズ構成 - 高木登
- キャラクターデザイン・総作画監督 - 岸友洋
- プロップデザイン - 幸田直子
- 美術 - 柴田千佳子
- 美術デザイン - イノセユキエ
- 色彩設計 - 宮脇裕美
- 撮影 - 田村仁
- CGプロデューサー - 神林憲和
- 編集 - 今井大介
- 音楽 - 中山真斗
- 音楽制作 - アニプレックス
- アニメーションプロデューサー - 佐藤由美
- プロデューサー - 横山朱子、浜野沢子、白石誠、佐々木礼子
- アニメーション制作 - ブレインズ・ベース
- 製作
  - TV - 「となりの怪物くん」製作委員会（アニプレックス、講談社、テレビ東京、NAS）
  - OAD - 「となりの怪物くん」OAD製作委員会

### 主題歌
オープニングテーマ「Q&A リサイタル!」
作詞・作曲 - 田淵智也 / 編曲 - 古川貴浩 / 歌 - 戸松遥
エンディングテーマ「White Wishes」
作詞 - 小林夏海 / 作曲 - 浅利進吾 / 編曲 - ha-j / 歌 - 9nine

### 各話リスト
| 話数   | サブタイトル         | 脚本              | 絵コンテ           | 演出               | 作画監督                 |
| ------ | -------------------- | ----------------- | ------------------ | ------------------ | ------------------------ |
| 第1話  | となりの吉田くん     | 高木登            | 鏑木ひろ           | 鏑木ひろ           | 岸友洋                   |
| 第2話  | 変                   | 高木登            | 長沼範裕           | 長沼範裕           | 近藤奈都子               |
| 第3話  | やっかい             | 高木登            | 矢萩利幸           | 青井小夜           | 青野厚司                 |
| 第4話  | 夏ブレイク           | 高木登            | 梅本唯             | 梅本唯             | 吉田正幸                 |
| 第5話  | 吉田くんちの事情     | 赤尾でこ          | 小島正幸           | 中山敦史           | 鈴木美音織               |
| 第6話  | 彼女達の憂鬱な日々   | 平林佐和子        | 田頭しのぶ         | イシグロキョウヘイ | 青野厚司                 |
| 第7話  | 2人の距離            | 平林佐和子 高木登 | 出合小都美         | 出合小都美         | 近藤奈都子               |
| 第8話  | おいでませ!松楊祭    | 赤尾でこ          | イシグロキョウヘイ | 鈴木孝聡           | 斉藤美香 徳田夢之介      |
| 第9話  | 0と1                 | 平林佐和子        | 梅本唯 田頭しのぶ  | 梅本唯             | 吉田正幸 佐原亜湖        |
| 第10話 | クリスマス           | 赤尾でこ          | 矢野雄一郎         | 中智仁             | 服部憲知 稲田俊子 島千蔵 |
| 第11話 | 山口さんちの賢二くん | 平林佐和子        | 長沼範裕           | 長沼範裕           | 飯山奈保子 鈴木美音織    |
| 第12話 | 年は暮れゆく         | 高木登            | 出合小都美         | 出合小都美         | 近藤奈都子 岸友洋        |
| 第13話 | 春遠からじ           | 高木登            | 鏑木ひろ 小島正幸  | 鏑木ひろ           | 岸友洋 田中織枝          |
| OAD    | となりの極道くん     | 赤尾でこ          | 田頭しのぶ         | -                  | -                        |

### 放送局
| 放送地域       | 放送局             | 放送期間                      | 放送日時           | 放送系列         | 備考                             |
| -------------- | ------------------ | ----------------------------- | ------------------ | ---------------- | -------------------------------- |
| 関東広域圏     | テレビ東京         | 2012年10月1日 - 12月24日      | 月曜 25:35 - 26:05 | テレビ東京系列   | 製作委員会参加                   |
| 大阪府         | テレビ大阪         | 2012年10月2日 - 12月25日      | 火曜 26:10 - 26:40 | テレビ東京系列   |                                  |
| 福岡県         | TVQ九州放送        | 2012年10月2日 - 12月25日      | 火曜 26:35 - 27:05 | テレビ東京系列   |                                  |
| 岡山県・香川県 | テレビせとうち     | 2012年10月3日 - 12月26日      | 水曜 26:10 - 26:40 | テレビ東京系列   |                                  |
| 北海道         | テレビ北海道       | 2012年10月4日 - 12月27日      | 木曜 26:35 - 27:05 | テレビ東京系列   |                                  |
| 愛知県         | テレビ愛知         | 2012年10月4日 - 12月27日      | 木曜 26:35 - 27:05 | テレビ東京系列   |                                  |
| 日本全域       | ニコニコ生放送     | 2012年10月5日 - 12月28日      | 金曜 24:30 - 25:00 | ネット配信       |                                  |
| 日本全域       | ニコニコチャンネル | 2012年10月5日 - 12月28日      | 金曜 25:00 更新    | ネット配信       |                                  |
| 日本全域       | AT-X               | 2012年10月9日 - 2013年1月1日  | 火曜 23:30 - 24:00 | アニメ専門CS放送 | リピート放送あり                 |
| 日本全域       | バンダイチャンネル | 2012年10月10日 - 2013年1月2日 | 水曜 12:00 更新    | ネット配信       | 有料会員限定 1週間先行無料       |
| 日本全域       | バンダイチャンネル | 2012年10月17日 - 2013年1月9日 | 水曜 12:00 更新    | ネット配信       | 第1話無料 個別課金による有料配信 |
| 日本全域       | みんなでストリーム | 2012年10月17日 - 2013年1月9日 | 水曜 23:30 - 24:00 | ネット配信       |                                  |

### Blu-ray / DVD
2012年11月21日から2013年5月22日まで順次発売された。初回限定盤には全巻ともキャラクターソングやサウンドトラックを収録した特典CD/DVDが同梱されている。
| 巻数 | 発売日         | 収録話          | 規格品番     | 規格品番     | 規格品番  | 特典                                         |
| 巻数 | 発売日         | 収録話          | Blu-ray      | DVD初回版    | DVD通常版 | 特典                                         |
| ---- | -------------- | --------------- | ------------ | ------------ | --------- | -------------------------------------------- |
| 1    | 2012年11月21日 | 第1話           | ANZX-6981/82 | ANZB-6981/82 | ANSB-6981 | 雫 & 春のデュエットカバー♪「愛が生まれた日」 |
| 2    | 12月26日       | 第2話 - 第3話   | ANZX-6983/84 | ANZB-6983/84 | ANSB-6983 | キャスト座談会CD1                            |
| 3    | 2013年1月23日  | 第4話 - 第5話   | ANZX-6985/86 | ANZB-6985/86 | ANSB-6985 | サウンドトラック                             |
| 4    | 2月27日        | 第6話 - 第7話   | ANZX-6987/88 | ANZB-6987/88 | ANSB-6987 | ラジオ                                       |
| 5    | 3月27日        | 第8話 - 第9話   | ANZX-6989/90 | ANZB-6989/90 | ANSB-6989 | キャスト座談会CD2                            |
| 6    | 4月24日        | 第10話 - 第11話 | ANZX-6991/92 | ANZB-6991/92 | ANSB-6991 | 雫 & 春のデュエットカバー♪「3年目の浮気」    |
| 7    | 5月22日        | 第12話 - 第13話 | ANZX-6993/94 | ANZB-6993/94 | ANSB-6993 | ゴルベーザーあさこのシークレットパーティ映像 |

### WEBラジオ
『ラジオ となりの怪物くん』は、2012年9月25日から同年12月25日まで毎週火曜日に音泉で配信されていたラジオ番組（インターネットラジオ）である。

#### パーソナリティ
- 鈴木達央（吉田春 役）
- 逢坂良太（佐々原宗平 役）

#### コーナー
- ふつおた
- 第○回仲良くなる会議
- うわさの怪物くん
- めざせ!ササヤン越え! 超青春甲子園
- となりの○○くん、○○さん

#### 各回リスト
| 放送回数 | 配信日        | サブタイトル                                     | ゲスト                    |
| -------- | ------------- | ------------------------------------------------ | ------------------------- |
| 0        | 2012年9月25日 |                                                  |                           |
| 1        | 10月2日       | 「お前の大事なもんは俺も大事にすんだ」           |                           |
| 2        | 10月9日       | 「おんばさらそわかー」                           |                           |
| 3        | 10月16日      | 「今日どっか泊まるぞ」                           |                           |
| 4        | 10月23日      | 「かくれんぼで見つけてもらう」                   |                           |
| 5        | 10月30日      | 「俺のこと好きって言ったくせに」                 |                           |
| 6        | 11月6日       | 「お前に会ってから良いことづくめだ」             | 種﨑敦美（夏目あさ子 役） |
| 7        | 11月13日      | 「俺、ビキニとかわりと好きです」                 | 寺島拓篤（山口賢二 役）   |
| 8        | 11月20日      | 「今日はちょっと頑張ったからな！ちょっとだけな」 | 寺島拓篤（山口賢二 役）   |
| 9        | 11月27日      | 「そんなもん俺が変えてやる」                     | ろびこ（原作者）          |
| 10       | 12月4日       | 「世界が輝いている」                             | 樋口智透（三沢満善 役）   |
| 11       | 12月11日      | 「俺、雫いるんなら学校行ってみてもいい」         | 戸松遥（水谷雫 役）       |
| 12       | 12月18日      | 「お前の死んだ目にゾンビの衣装が良く似合ってる」 |                           |
| 13       | 12月25日      | 「好きだよ」                                     |                           |

| テレビ東京 月曜25:35枠 | テレビ東京 月曜25:35枠                              | テレビ東京 月曜25:35枠                                  |
| 前番組 | 番組名                                              | 次番組                                                  |
| --- | --------------------------------------------------- | ------------------------------------------------------- |
| 超訳百人一首 うた恋い。 （2012年7月2日 - 2012年9月24日） ※25:30 - 26:00ゆるゆり♪♪ （2012年7月2日 - 2012年9月17日） ※26:00 - 26:30 | となりの怪物くん （2012年10月1日 - 2012年12月24日） | THE UNLIMITED 兵部京介 （2013年1月7日 - 2013年3月25日） |

### モバイル
HEROZ（旧・NECビッグローブ）が運営するスマートフォン向けアプリのカードコレクションゲーム『嫁コレ』に参加している。

## 実写映画
2018年4月27日に菅田将暉、土屋太鳳のダブル主演で公開された。

### スタッフ（映画）
- 原作 - ろびこ『となりの怪物くん』（講談社「KCデザート」刊）
- 監督 - 月川翔
- 脚本 - 金子ありさ
- 音楽 - 林ゆうき
- 主題歌 - 歌・作詞：西野カナ
「アイラブユー」[10]
作曲：DJ Mass(VIVID Neon*)、Shoko Mochiyama / 編曲：Naoki Itai(MUSIC FOR MUSIC)
（SME Records）
- 挿入歌 - 歌・全作詞：西野カナ
  - 「Best Friend」
作曲・編曲：GIORGIO CANCEMI
  - 「Call Me Up」
作詞・作曲・編曲：HIRO
  - 「LOVE & JOY」
作曲：SHIKATA、KAY / 編曲：C.E.M
  - 「このままで」
作曲：Saeki youthK / 編曲：Kotaro Egami
  - 「Wishing」
作曲：Yuichi Hayashida、Hiroshi Yoshida / 編曲：Yuichi Hayashida
（SME Records）
- 製作 - 市川南
- 共同製作 - 村田嘉邦、吉羽治、弓矢政法、山本浩、渡辺章仁、水野道訓、荒波修、吉川英作
- エグゼクティブ・プロデューサー - 山内章弘
- 企画・プロデュース - 臼井央、春名慶
- プロデューサー - 神戸明、馬場千晃
- ラインプロデューサー - 阿久根裕行
- 撮影 - 鍋島淳裕（J.S.C.）
- 照明 - かげつよし
- 録音 - 久野貴司
- 美術 - 古積弘二
- 装飾 - 小林宙央
- 編集 - 瀧田隆一
- VFXスーパーバイザー - 鎌田康介
- スタイリスト - 小林身和子、岡田梢
- ヘアメイク - 百瀬広美
- スクリプター - 菅谷雪乃
- 助監督 - 牧野将
- 音響効果 - 大塚智子
- 製作担当 - 濱崎林太郎
- キャスティング - 杉野剛
- 音楽プロデューサー - 北原京子
- 音楽ミキサー - 小幡幹男
- 音楽エディター - 清水和法
- プロダクション統括 - 佐藤毅
- 配給 - 東宝
- 製作プロダクション - 東宝映画
- 製作 - 「となりの怪物くん」製作委員会
  - 東宝 - 上田太地、小野田光、山田祥子
  - 博報堂DYミュージック&ピクチャーズ - 村上比呂夫、加藤美夜子
  - 講談社 - 五十嵐秀幸、湯川円、伊藤竜介
  - ジェイアール東日本企画 - 山本潔、俵賢太郎、船越拓
  - 博報堂 - 小林泰久、玉田淳也、国岡奈緒子、大西智子
  - ローソンHMVエンタテイメント - 盛谷尚也、広瀬春奈、大澤志織、堀野葵
  - ソニー・ミュージックエンタテインメント - 杉山剛、小林亜理
  - GYAO - 柳村努、上野剛太郎、上原哲嗣、丸山恒尚
  - 日本出版販売 - 小松賢志、白濱なつみ

## ムービーコミック
2018年4月より、dTVムービーコミックにて配信された。メインキャストはテレビアニメ版と共通しているが、一部キャストは変更されている。
主題歌「アカルイミライ」
歌 - EMPiRE